# Aesti
Aestierne (eller Aestiierne) var et folk omtalt af den romerske historiker Tacitus i sin afhandling Germania (ca. 98 e.Kr.). I henhold til disse optegnelser, levede Aestierne på bredden af Det Suebiske Hav (dansk: Østersøen) øst for svionerne (dansk: skandinaverne) og vest for sitonerne. Tacitus var ikke sikker på om han skulle henføre det nærliggende Fenni til germanske stammer eller sarmatiske stammer (der nogle steder strakte sig så langt vestpå som Wisła).

## Senere anvendelser af navnet
Der spekuleres i om navnet overlevede som esterne og er oprindelsen til den navnet Estland: på estisk: Eesti, i de gamle skandinaviske sagaer Eistland og i de tidlige latinske kilder Estia, Hestia og Estonia. Esterne er imidlertid ikke baltere.